# Flughafen Pokhara

i8
i11
i13
Der Flughafen Pokhara (Nepali पोखरा विमानस्थल, IATA-Code: PKR, ICAO-Code: VNPK) ist ein Regionalflughafen in Pokhara (Nepal).
Von ihm gingen regelmäßige Flüge nach Kathmandu, Jomsom und Manang. Die Flüge nach Jomsom und Manang konnten nur in den frühen Morgenstunden durchgeführt werden, da die starken Winde von und zum Hochland von Tibet im Kali-Gandaki-Tal in der übrigen Zeit eine Landung unmöglich machten. Darüber hinaus fielen in den Monsunmonaten viele Flüge aufgrund der niedrigen Wolkendecke und der schweren Regenfälle aus. Mit Verspätungen musste in dieser Zeit in jedem Fall gerechnet werden.
Der 1958 eröffnete Flughafen verfügt über eine betonierte Piste (04/22) mit einer Länge von 1428 m. Ein neues Abfertigungsgebäude wurde 1997 eingeweiht. Das Stadtgebiet Pokharas hat sich in den letzten Jahren um den Flugplatz herum entwickelt. Kurioserweise verläuft die Landebahn etwa in Nord-Süd-Richtung, obwohl das Pokhara-Tal eher in Ost-West-Richtung liegt. Somit sind beide An- und Abflugschneisen von den nahen Bergen sehr verkürzt: der Abstand zu den Berghängen beträgt von den Landebahnenden jeweils nur zwei bis drei Kilometer.
Obwohl bereits Planungen für einen Neubau existierten, wurde in den 1990er Jahren viel Geld in den alten Flughafen für eine befestigte Piste und ein neues Abfertigungsgebäude gesteckt.

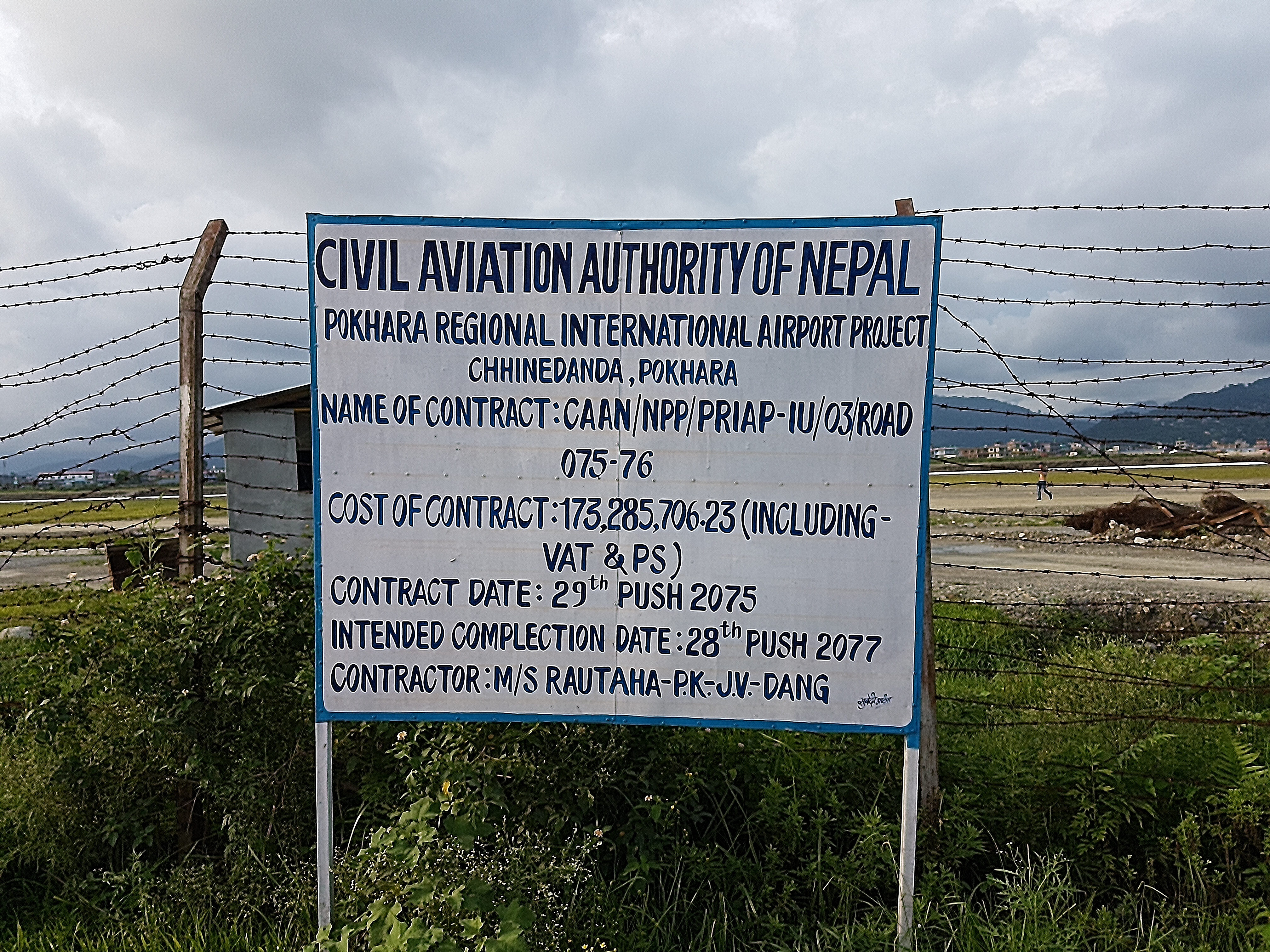
Areal des Internationalen Flughafens von Pokhara

Etwa drei Kilometer östlich des Flughafens, im Stadtteil Chhinedanda, haben im Jahr 2018 die Bauarbeiten an einem neuen Flughafen, dem Internationalen Flughafen Pokhara, begonnen. Das entsprechende Areal wurde seit vielen Jahren hierfür freigehalten. Dieser neue Flughafen wurde am 1. Januar 2023 eröffnet und löste den alten Flughafen weitestgehend ab.
Betreiber des bisherigen und auch des künftigen Flughafens ist die staatliche Civil Aviation Authority of Nepal.

## Zwischenfälle
- Am 6. November 1997 fiel bei einer Hawker Siddeley HS 748-106 1A der nepalesischen Necon Air (Luftfahrzeugkennzeichen 9N-ACM) bei der Landung auf dem Flughafen Pokhara (Nepal) das Hydrauliksystem aus. Das Flugzeug geriet von der Landebahn ab. Es gelang dem Kapitän, nach 100 Metern die Maschine zurück auf die Bahn zu steuern, jedoch kam sie erneut davon ab und kollidierte mit einer geparkten Hawker Siddeley HS 748 der Nepal Airways (9N-ACW). Diese wurde an der rechten Rumpfseite und dem Bug schwer beschädigt. Alle 48 Insassen der 9N-ACM, vier Besatzungsmitglieder und 44 Passagiere, überlebten den Unfall. Beide Flugzeuge wurden irreparabel beschädigt und mussten abgeschrieben werden.[3][4]

- Am 22. August 2002 wurde eine Turbopropmaschine des Typs De Havilland Canada DHC-6 Twin Otter der nepalesischen Shangri-La Air (9N-AFR) bei stürmischem Monsunwetter in einen Berg bei Pokhara (Nepal) geflogen, etwa 5 Kilometer südöstlich des Ortes. Die Maschine war im Anflug auf den Flughafen Pokhara. Bei diesem CFIT (Controlled flight into terrain) wurden alle 18 Insassen getötet, drei Besatzungsmitglieder und 15 Passagiere.[5][6]